# Geigerfränzje
Das Geigerfränzje, eigentlich Franz Josef Schneider (* 30. April 1893; † 6. April 1962) war ein Mainzer Musiker und Original. In der Zeit nach dem Zweiten Weltkrieg verdiente er seinen Lebensunterhalt mit dem Geigespielen.

## Leben
Schneider kam als Sohn eines Tagelöhners in Mainz zur Welt. Bis Ende des Zweiten Weltkriegs lebte er in der Mittleren Bleiche und arbeitete als Schlosser bei der Eisengießerei Römheld an der Rheinstraße. Nach dem Krieg hauste er in einem Splittergraben an der alten Schule in Mombach. Später zog er in eine kleine, armselige Ziegelhütte in der ehemaligen Schweinemästerei und änderte sein Leben. Er folgte seiner Berufung und von nun an geigte er zur Unterhaltung seiner Zeitgenossen und für seinen bescheidenen Lebensunterhalt. „Ich geig’ damit dess anners wird!“ In der tristen Nachkriegszeit versuchte er stets, Freude unter die Menschen, insbesondere die Kinder, zu bringen. Mit seiner Lebensfreude steckte er die anderen an. Auch wenn die Menschen damals selbst kaum etwas hatten, er musste selten ohne Obolus weggehen.
Der Mombacher Carneval Verein „Die Bohnebeitel“ setzte der Stadt und auch dem Geigerfränzje ein lebendiges Denkmal zur 2000-Jahr-Feier von Mainz 1962. Während des traditionellen Eröffnungsspiels all ihrer Sitzungen wurde das Geigerfränzje auf einem Sockel stehend jedes Mal feierlich enthüllt und dann fiedelte er voller Inbrunst los…
Das Instrument vom Geigerfränzje war seit 1993 bei einer Nichte in Karlsruhe in die Versenkung geraten und tauchte erst nach Nachforschungen wieder auf. Die Original-Geige von Geigerfränzje wurde im Rahmen einer Benefizveranstaltung aus Anlass des 111. Geburtstags vom Geigerfränzje an Klaus G. Koop übergeben, der seinerseits seit 1995 in der Mainzer Fastnacht in der Rolle des Geigerfränzjes auftritt und durch virtuose Musikdarbietungen bekannt wurde.

## Denkmal
Aus Anlass der hundertjährigen Eingemeindung von Mombach zu Mainz stiftete die Stadt Mainz ein Geigerfränzje-Denkmal. Es wurde am 26. September 2008 feierlich enthüllt, ist jedoch aus Bronze und nicht aus Eisen gegossen, was dem Lebenslauf entsprochen hätte.